# La Bastida d'Anjau
La Bastida d'Anjau (en francès: Labastide-d'Anjou) és un municipi francès situat al departament de l'Aude i a la regió d'Occitània.